# Mimosa zacapana
Mimosa zacapana är en ärtväxtart som beskrevs av Paul Carpenter Standley och Julian Alfred Steyermark. Mimosa zacapana ingår i släktet mimosor, och familjen ärtväxter. Inga underarter finns listade i Catalogue of Life.